# Bretnig-Hauswalde
Bretnig-Hauswalde é um município no distrito de Bautzen, região administrativa de Dresden, na Saxônia, Alemanha. Foi dissolvida em 1º de janeiro de 2017. As aldeias Bretnig e Hauswalde tornaram-se parte da cidade Großröhrsdorf.